# Associação Desportiva Figueiró
A Associação Desportiva de Figueiró é um clube português, que representa as freguesias de Santiago de Figueiró e Santa Cristina de Figueiró, concelho de Amarante do distrito do Porto.
A equipa tem como campo o Campo de jogos de Sta. Cristina.

## História
O clube foi fundado em 1 de julho de 2018 e o seu presidente atual é Daniel Pinheiro.

## Futebol

### Feitos Históricos
- Em 2018/19, o Figueiró na época de estreia na segunda divisão consegue obter o segundo lugar, garantindo assim a subida a 1ª divisão da Fada.
- Em 2018/19, o Figueiró consegue chegar à final da Taça cidade de Amarante.
- Em 2019/20, na estreia na primeira divisão, consegue alcançar um 9º lugar.